# Tankirou Djaligo
Tankirou Djaligo est une localité du Cameroun située dans l'arrondissement de Bogo, le département du Diamaré et la région de l’Extrême-Nord. Elle fait partie du canton de Tankirou.

## Population
Lors du recensement de 2005, on y a dénombré 690 personnes, dont 340 hommes et 350 femmes.